# Álvaro Corrada del Rio
Álvaro Corrada del Rio SJ (ur. 13 maja 1942 w Santurce) – amerykański duchowny katolicki, biskup diecezji Mayagüez w Portoryko w latach 2011–2020.

## Życiorys
Od 1960 związany z zakonem jezuitów, w którym w 1962 złożył pierwsze śluby. Uzyskał licencjat z historii i nauk ścisłych na Uniwersytecie Fordham.
Święcenia kapłańskie przyjął 6 lipca 1974. Po święceniach wyjechał do Paryża, by studiować teologię na tamtejszym Instytucie Katolickim. Po powrocie do kraju w 1975 pełnił funkcje m.in. koordynatora Northeast Catholic Hispanic Center (1982-1985).

### Episkopat
31 maja 1985 został mianowany przez papieża Jana Pawła II biskupem pomocniczym archidiecezji waszyngtońskiej ze stolicą tytularną Rusticiana. Sakry biskupiej udzielił mu 4 sierpnia tegoż roku ówczesny arcybiskup Waszyngtonu, abp James Hickey. W archidiecezji pełnił funkcję wikariusza generalnego oraz wikariusza biskupiego dla Latynosów.
5 grudnia 2000 papież mianował go biskupem diecezji Tyler. Ingres odbył się 30 stycznia 2001. 
6 lipca 2011 Benedykt XVI mianował go biskupem diecezjalnym Mayagüez. 9 maja 2020 papież Franciszek przyjął jego rezygnację z pełnionego urzędu złożoną ze względu na wiek.
Bp Corrada del Rio pełnił funkcje administratora apostolskiego w diecezjach Caguas (1997-2001) oraz Tyler (2011-2012).